# Anton Geesink
Antonius Johannes Geesink (conocido como Anton Geesink; Utrecht, 6 de abril de 1934-Utrecht, 27 de agosto de 2010) fue un deportista neerlandés que compitió en judo.
Participó en los Juegos Olímpicos de Tokio 1964, obteniendo una medalla de oro en la categoría abierta. Ganó tres medallas en el Campeonato Mundial de Judo entre los años 1956 y 1965, y veinticuatro medallas en el Campeonato Europeo de Judo entre los años 1951 y 1967. En 2010, Anton Geesink fue el único 10.º dan vivo reconocido por la Federación Internacional de Judo.
Participó como actor en algunas películas, como por ejemplo Sanson en Los jueces de la Biblia.

## Palmarés internacional
| Juegos Olímpicos   | Juegos Olímpicos         | Juegos Olímpicos  | Juegos Olímpicos |
| Año                | Lugar                    | Medalla           | Categoría        |
| ------------------ | ------------------------ | ----------------- | ---------------- |
| 1964               | Tokio (Japón)            | Medalla de oro    | Abierta          |
| Campeonato Mundial |                          |                   |                  |
| Año                | Lugar                    | Medalla           | Categoría        |
| 1956               | Tokio (Japón)            | Medalla de bronce | Abierta          |
| 1961               | París (Francia)          | Medalla de oro    | Abierta          |
| 1965               | Río de Janeiro (Brasil)  | Medalla de oro    | +80 kg           |
| Campeonato Europeo |                          |                   |                  |
| Año                | Lugar                    | Medalla           | Categoría        |
| 1951               | París (Francia)          | Medalla de plata  | 1.er kyu         |
| 1952               | París (Francia)          | Medalla de oro    | 1.er dan         |
| 1954               | Bruselas (Bélgica)       | Medalla de oro    | Abierta          |
| 1955               | París (Francia)          | Medalla de plata  | Abierta          |
| 1955               | París (Francia)          | Medalla de oro    | 3.er dan         |
| 1957               | Róterdam (Países Bajos)  | Medalla de oro    | Abierta          |
| 1957               | Róterdam (Países Bajos)  | Medalla de oro    | 4.º dan          |
| 1958               | Barcelona (España)       | Medalla de oro    | Abierta          |
| 1958               | Barcelona (España)       | Medalla de oro    | 4.º dan          |
| 1959               | Viena (Austria)          | Medalla de oro    | +80 kg           |
| 1959               | Viena (Austria)          | Medalla de oro    | Abierta          |
| 1960               | Ámsterdam (Países Bajos) | Medalla de oro    | +80 kg           |
| 1960               | Ámsterdam (Países Bajos) | Medalla de oro    | Abierta          |
| 1961               | Milán (Italia)           | Medalla de oro    | +80 kg           |
| 1961               | Milán (Italia)           | Medalla de oro    | Abierta          |
| 1962               | Essen (RFA)              | Medalla de oro    | +80 kg           |
| 1962               | Essen (RFA)              | Medalla de oro    | Abierta          |
| 1963               | Ginebra (Suiza)          | Medalla de oro    | +80 kg           |
| 1963               | Ginebra (Suiza)          | Medalla de oro    | Abierta          |
| 1964               | Berlín Oriental (RDA)    | Medalla de oro    | +80 kg           |
| 1964               | Berlín Oriental (RDA)    | Medalla de oro    | Abierta          |
| 1965               | Madrid (España)          | Medalla de bronce | +93 kg           |
| 1965               | Madrid (España)          | Medalla de bronce | Abierta          |
| 1967               | Roma (Italia)            | Medalla de oro    | Abierta          |